# Bala loca
Bala loca es una miniserie de televisión chilena, estrenada en 2016, creada por Marcos de Aguirre y David Miranda y producida por Filmosonido para Chilevisión.
La serie gira en torno una investigación del discapacitado periodista Mauro Murillo (Alejandro Goic) con un elenco coral dónde destaca una mezcla de actores consagrados como Alfredo Castro, Aline Kuppenheim, Julio Milostich, Catalina Saavedra, Pablo Schwarz, Ingrid Isensee y actores jóvenes como Fernanda Urrejola, Mario Horton y Lucas Bolvarán entre otros muchos.
La miniserie se convirtió en la gran ganadora de los fondos anuales del Consejo Nacional de Televisión de Chile en 2014. Se estrenó en televisión el 4 de julio de 2016.
La primera temporada terminó el 4 de septiembre de 2016, con un capítulo doble.

## Argumento
Este hombre es Mauro Murillo (Alejandro Goic). Después de luchar contra la dictadura militar de Augusto Pinochet, este periodista se transforma en opinólogo de espectáculos, hecho que un grupo de colegas aún no le perdonan. Una vez que estuvo en el peak de su carrera, sufrió un accidente automovilístico que lo dejó en silla de ruedas. El último rechazo de un ejecutivo de televisión a su proyecto de late, lo ha puesto frente al espejo del tiempo. Y es que además de esta crisis laboral, Mauro también carga su separación de Ángela (Aline Kuppenheim), periodista que trabaja en un diario; un hijo adolescente abandonado, Daniel Murillo (Víctor Quezada), quien comienza a vivir nuevas experiencias; y una novia insatisfecha sexualmente, Valeria Sánchez (Fernanda Urrejola), una mujer más joven que tiene una empresa de asesoría de comunicaciones.
Ahora, con cincuenta años, la única posibilidad que ve de cambiar su situación, es invertir las ganancias de diez años como rostro del espectáculo farandulero y fundar un portal de periodismo digital que enfrente sin miedos a los poderosos de Chile. De esta manera, se aferra a la posibilidad de trabajar con Patricia Fuenzalida (Catalina Saavedra), profesional respetada por todos los periodistas que trabaja de forma independiente escribiendo en un blog, plataforma donde desenmascara a empresarios corruptos. Sin embargo, esta mujer lo rechaza una y otra vez desencantada de su falta de ética profesional. En medio de sus intentos desesperados por hacerla cambiar de opinión, la periodista fallece en un extraño asalto a un supermercado.
El instinto de Mauro le dice que algo más se esconde detrás de la supuesta bala loca que acabó con la vida de la periodista. Así, recurre a Óscar (Mateo Iribarren), esposo de Patricia, para que lo ayude a descubrir lo que la periodista investigaba. Finalmente es Víctor (Nicolás Durán), el hijo de la mujer, quien le entrega las carpetas de investigación que llevaba la asesinada profesional. Así, Eugenio ‘Coco’ Aldunate (Alfredo Castro), poderoso empresario dueño de Su Salud, Isapre que estaba investigando Fuenzalida, se unge como el gran sospechoso. Este magnate mantiene nexos políticos con Julián Torres Becker (Marcial Tagle), un liberal y progresista senador PPD que es un entrañable amigo de Murillo. Aldunate también será el principal sospechoso de Nelson Iturra (Pablo Schwarz), comisario investigador que llevará el caso de la muerte de la reportera.
Decidido, y frente a su nuevo equipo. Gabriela Vuskovic (Trinidad González), experimentada periodista, exigente y con carácter de líder. Antonia Serrano (Ingrid Isensee), periodista que trabaja en un diario con la exmujer de Murillo, así cambia su cómodo empleo por el desafío del periodismo de denuncia. Andrés Villanueva (Mario Horton), periodista con habilidades en tecnología, altamente comprometido con la justicia y la verdad. Y Alejandra Mujica (Manuela Oyarzún), una profesional joven con olfato de reportera, cuya tenacidad la convierte en una osada investigadora. Mauro suelta la premisa sobre la que se funda el portal EnGuardia.cl. ¿Es posible que en el Chile de hoy un periodista sea asesinado por investigar a los poderosos?.

## Producción
La serie producida por Filmosonido se adjudicó en el 2014 los fondos del Consejo Nacional de Televisión de Chile, evaluados en $437.914.700, para su realización. Las grabaciones se desarrollaron desde el 11 de enero hasta el 23 de abril de 2016. La serie fue desarrollada bajo el nombre Entero quebrado, el que fue finalmente cambiado a Bala loca antes de su estreno. 

## Elenco

### Principales
- Alejandro Goic como Mauro Murillo.
- Trinidad González como Gabriela Vuskovic.
- Ingrid Isensee como Antonia Serrano.
- Mario Horton como Andrés Villanueva.
- Manuela Oyarzún como Alejandra Mujica.
- Fernanda Urrejola como Valeria Sánchez.
- Catalina Saavedra como Patricia Fuenzalida.
- Pablo Schwarz como Nelson Iturra.
- Aline Kuppenheim como Ángela Schmidt.
- Marcial Tagle como Julián Torres Becker.
- Víctor Quezada como Daniel Murillo.
- Alfredo Castro como Eugenio "Coco" Aldunate.
- Roberto Farías como Alexis Vilches.

### Recurrentes
- Nicolás Durán como Víctor Paredes Fuenzalida.
- Mateo Iribarren como Óscar Paredes.
- Julio Milostich como General Larrondo.
- Willy Semler como General Arismendi.
- Hugo Medina como Julio Osorio.
- Erto Pantoja como Oliverio Farías.
- Iván Álvarez de Araya como Agustín.
- María Paz Grandjean como Mariana Lobos.
- Víctor Montero como Félix Morales.
- Sebastián Ayala como Técnico.
- Lucas Bolvarán como Rodrigo.
- Luis Uribe como Violador.
- Daniel Candia como Mario Palazzo, sicario.
- Simón Pascal como Asaltante.
- Francisco Ossa como Inspector del colegio de Daniel.
- Gaspar Rosson como Felipe.
- Benjamín Westfall como Guardia de supermercado.
- Mario Ossandón como Abogado de Aldunate.
- Rodrigo Soto como Tío Carlos.
- Alex Draper como Peter.
- Román Wilson como Dylan.
- Thomas Bentin como Mikael Ivelic.
- Christián Farías como Secuaz.

### Invitados
- Pablo Cerda como Fabio.
- Alejandro Sieveking como Pedro Cisneros.
- Michael Silva como Joel Medina.
- Boris Quercia como César Fantini.
- Celine Reymond como Juliana.
- Sergio Hernández como Señor Murillo.
- Eyal Meyer como Hombre X.
- Pablo Striano como Pelao Fernández.
- Ximena Rivas como Luisa Arismendi.
- Andrea Martínez como Opinóloga.
- Javiera Torres como Victoria "Vicky".
- Jack Arama como Doctor Materán.
- Daniela Torres como Reportera.
- Laura Olazábal como Secretaria de Club de Tiro.
- Rodrigo Lisboa como Forense.
- Elvis Fuentes como Ramírez.
- Silvana Hardy como Marta.
- Vittorio Yaconi como Pablo Miller.
- Andrés Rillón como Periodista cuña de Youtube.
- Eugenio González como Político TV.
- Eduardo Squella como Político TV.
- Ignacio Santa Cruz como Ricardo Rojas.
- Manuel Peña como Hugo Céspedes.
- Eduardo de Aguirre como Juez Rómulo.
- Carlos Isensee como Juez Radic.
- Eugenio Ahumada como Juez.
- Gabriela Calvete como Sonidista.
- Rafael de la Reguera como Camarógrafo.
- Nikolás Bottinelli como Dealer.
- Cristián Quezada como Tito Almeyda.
- Iván Parra como Mateo.
- Renato Illanes como Juan Molina.
- Katy Cabezas como Lorena Pérez.
- Carlos Donoso como Guardia.
- David Miranda como Fiscal Awad.
- Edinson Díaz como Taxista.
- Pesquinel Martínez como Ejecutivo.
- Diego Thompson como Personero de Gobierno.
- Marcial Edwards como Funcionario del Congreso.
- Antonia Krug como Casandra.
- Renata Goiri como Martina.
- Joseff Messmer como Manuel.

### Cameos
- Sergio Campos
- Francisca García-Huidobro
- Felipe Vidal
- Carolina de Moras
- Claudia Schmidt
- Kika Silva
- Paulina Rojas
- Botota Fox
- Macarena Pizarro
- Karina Alvárez
- Karim Butte

## Premios y nominaciones
| Año  | Premio           | Categoría                                                  | Nominados                                                  | Resultados |
| ---- | ---------------- | ---------------------------------------------------------- | ---------------------------------------------------------- | ---------- |
| 2016 | Copihue de Oro   | Mejor serie o teleserie                                    | Mejor serie o teleserie                                    | Nominada   |
| 2017 | Premios Caleuche | Mejor actriz protagónica                                   | Fernanda Urrejola                                          | Nominada   |
| 2017 | Premios Caleuche | Mejor actor protagónico                                    | Alejandro Goic                                             | Ganador    |
| 2017 | Premios Caleuche | Mejor actriz de soporte                                    | Aline Kuppenheim                                           | Nominada   |
| 2017 | Premios Caleuche | Mejor actriz de soporte                                    | Manuela Oyarzún                                            | Nominada   |
| 2017 | Premios Caleuche | Mejor actriz de soporte                                    | Trinidad González                                          | Ganadora   |
| 2017 | Premios Caleuche | Mejor actor de soporte                                     | Nicolás Durán                                              | Nominado   |
| 2017 | Premios Caleuche | Mejor actor de soporte                                     | Pablo Schwarz                                              | Ganador    |
| 2017 | Premios Caleuche | Mejor actor de soporte                                     | Marcial Tagle                                              | Nominado   |
| 2017 | Premios Pulsar   | Mejor música para audiovisuales                            | Juan Cristóbal Meza                                        | Nominado   |
| 2017 | Premios Platino  | Mejor miniserie o teleserie cinematográfica iberoamericana | Mejor miniserie o teleserie cinematográfica iberoamericana | Nominada   |
| 2017 | Premios Fénix    | Mejor Ensamble Actoral                                     | Mejor Ensamble Actoral                                     | Nominada   |
| 2017 | Peabody Awards   | Entretenimiento                                            | Entretenimiento                                            | Nominada   |